# Bezirksamt Waldkirch
| Basisdaten            | Basisdaten                         |
| --------------------- | ---------------------------------- |
| Staat                 | Großherzogtum Baden Republik Baden |
| Landeskommissärbezirk | Freiburg                           |
| Sitz                  | Waldkirch                          |
| Bestandszeitraum      | 1807–1936                          |
| Fläche                | 312,5 km² (1933)                   |
| Einwohner             | 26.209 (1933)                      |
| Bevölkerungsdichte    | 84 Einw./km² (1933)                |
| Gemeinden             | 26 (1936)                          |

Bezirksämter in Baden (Stand 1890)

Das Bezirksamt Waldkirch, im 19. Jahrhundert auch als Oberamt Waldkirch oder Amt Waldkirch bezeichnet, war von 1807 bis 1936 ein Verwaltungsbezirk im Großherzogtum Baden und in der Republik Baden. Sein Gebiet gehört heute zu den Landkreisen Breisgau-Hochschwarzwald und Emmendingen in Baden-Württemberg.

## Geschichte
Die Stadt Waldkirch mitsamt den umliegenden Dörfern gehörte im 18. Jahrhundert zum Oberamt Breisgau in Vorderösterreich. Die Gegend wurde 1793 von den französischen Revolutionstruppen erobert und 1805 von Napoleon Bonaparte dem neugebildeten Großherzogtum Baden zugeschlagen.
In Baden wurde am 22. Juni 1807 in der Provinz des Oberrheins das neue Oberamt Waldkirch eingerichtet. Ihm zugeteilt wurden zunächst die Städte Elzach und Waldkirch sowie unter anderem die damaligen Orte Bleibach, Glottertal, Gutach, Heuweiler, Oberwinden, Ohrensbach, Prechttal, Kollnau, Suggental, Siegelau, Siensbach, Simonswald und Stahlhof.
Durch das Organisationsrescript vom 26. November 1809 wurde das Amt Waldkirch dem neuen Dreisamkreis zugeordnet. In den folgenden Jahren wurde die Abgrenzung des Amtes noch mehrfach geändert, bis der endgültige Umfang im Wesentlichen feststand.

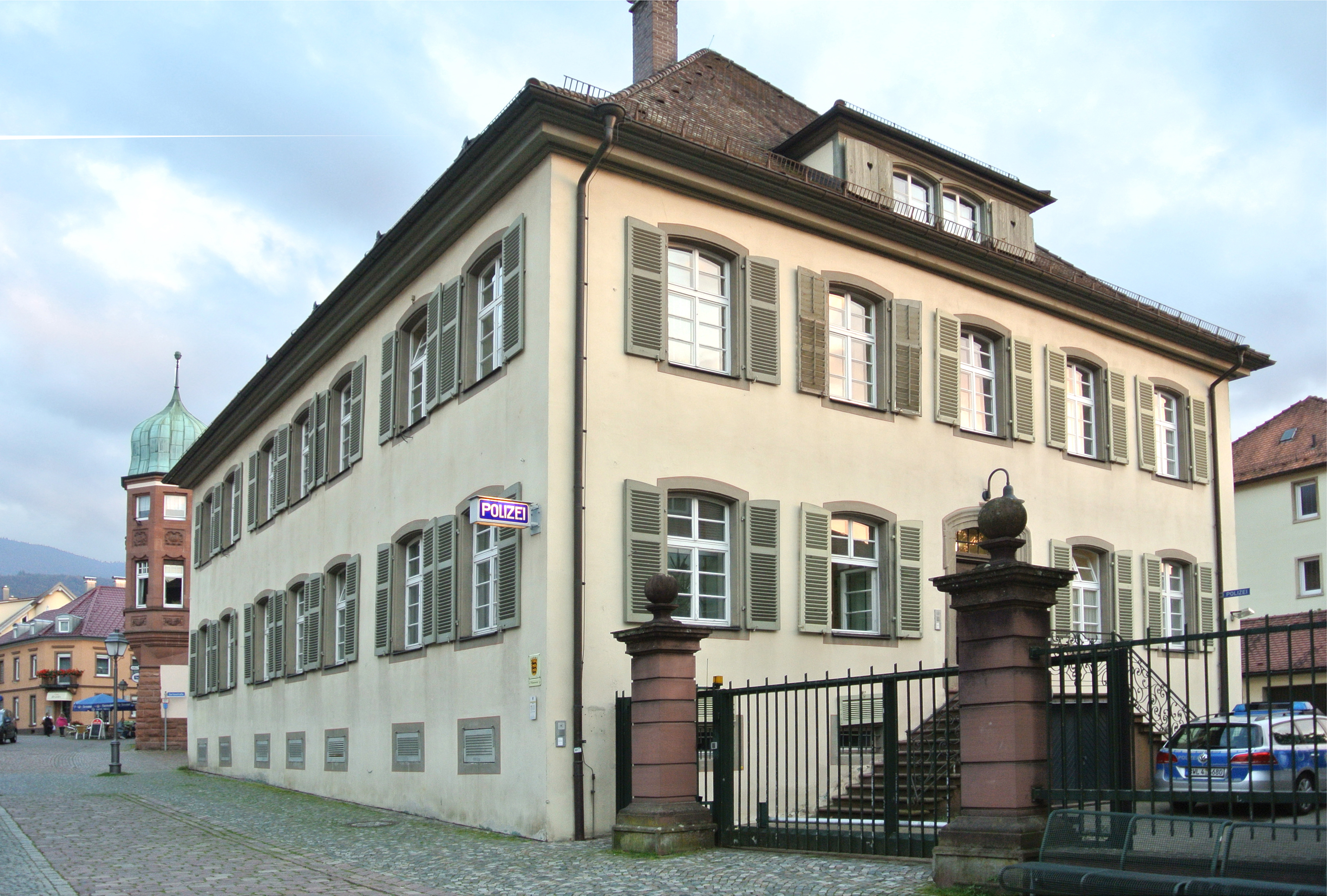
Die alte Obervogtei Waldkirch, bis 1936 Sitz des Bezirksamts

Das Amt Waldkirch gehörte ab 1832 zum Oberrheinkreis. Das nun endgültig Bezirksamt genannte Amt gehörte ab 1864 zum Kreis Freiburg im Landeskommissärbezirk Freiburg.
Das Bezirksamt hatte seinen Sitz in der alten Obervogtei am Marktplatz in Waldkirch. Heute befindet sich das Polizeirevier Waldkirch in dem Gebäude.
Am 1. Juli 1936 wurde die Gemeinde Stahlhof in die Stadt Waldkirch eingegliedert.
Durch ein vom badischen Staatsministerium erlassenenes Gesetz wurde das Bezirksamt Waldkirch zum 1. Oktober 1936 aufgelöst:
- Die Gemeinden Föhrental, Heuweiler, Oberglottertal, Ohrensbach und Unterglottertal kamen zum Bezirksamt Freiburg.
- Die Gemeinde Prechtal kam zum Bezirksamt Wolfach
- Alle übrigen Gemeinden und damit der größte Teil des Bezirksamts kamen zum Bezirksamt Emmendingen.

## Einwohnerentwicklung
| Jahr | Einwohner | Quelle |
| ---- | --------- | ------ |
| 1814 | 07.167    | [ 12 ] |
| 1834 | 20.512    | [ 13 ] |
| 1852 | 20.484    | [ 14 ] |
| 1871 | 20.351    | [ 15 ] |
| 1890 | 21.399    | [ 16 ] |
| 1900 | 23.175    | [ 1 ]  |
| 1910 | 24.825    | [ 1 ]  |
| 1925 | 24.721    | [ 17 ] |
| 1933 | 26.209    | [ 17 ] |

## Gemeinden
Die folgende Tabelle enthält die Gemeinden, die zwischen 1864 und 1936 dem Bezirksamt Waldkirch angehörten, ihre Einwohnerzahl bei den Volkszählungen von 1864, 1890, 1910 und 1933 sowie ihre heutige Zugehörigkeit. Die heutigen Gemeinden Glottertal und Heubach liegen im Landkreis Breisgau-Hochschwarzwald; alle übrigen Gemeinden im Landkreis Emmendingen.
| Gemeinde          | 1864 | 1890 | 1910 | 1933    | Heutige Zugehörigkeit |
| ----------------- | ---- | ---- | ---- | ------- | --------------------- |
| Altsimonswald     | 1338 | 1167 | 879  | 792     | Simonswald            |
| Biederbach        | 1804 | 1545 | 1468 | 1510    | Biederbach            |
| Bleibach          | 464  | 508  | 828  | 919     | Gutach im Breisgau    |
| Buchholz          | 622  | 610  | 713  | 884     | Waldkirch             |
| Elzach (Stadt)    | 1033 | 1104 | 1301 | 1470    | Elzach                |
| Föhrental         | 489  | 404  | 371  | 399     | Glottertal            |
| Gutach            | 441  | 486  | 1325 | 1479    | Gutach im Breisgau    |
| Haslachsimonswald | 379  | 324  | 299  | 261     | Simonswald            |
| Heuweiler         | 407  | 392  | 401  | 466     | Heuweiler             |
| Katzenmoos        | 481  | 423  | 354  | 337     | Elzach                |
| Kollnau           | 705  | 1768 | 2707 | 3160    | Waldkirch             |
| Niederwinden      | 542  | 475  | 523  | 623     | Winden im Elztal      |
| Oberglottertal    | 544  | 515  | 552  | 555     | Glottertal            |
| Obersimonswald    | 669  | 513  | 625  | 655     | Simonswald            |
| Oberwinden        | 1065 | 940  | 1016 | 1020    | Winden im Elztal      |
| Ohrensbach        | 306  | 264  | 331  | 346     | Glottertal            |
| Prechtal          | 2335 | 2130 | 2070 | 2025    | Elzach                |
| Siegelau          | 916  | 716  | 708  | 611     | Gutach im Breisgau    |
| Siensbach         | 374  | 369  | 378  | 350     | Waldkirch             |
| Stahlhof          | 197  | 197  | 189  | n. bek. | Waldkirch             |
| Suggental         | 214  | 201  | 175  | 194     | Waldkirch             |
| Unterglottertal   | 597  | 552  | 646  | 679     | Glottertal            |
| Untersimonswald   | 677  | 649  | 600  | 603     | Simonswald            |
| Waldkirch (Stadt) | 2687 | 4017 | 5419 | 5961    | Waldkirch             |
| Wildgutach        | 202  | 180  | 110  | 132     | Simonswald            |
| Yach              | 1039 | 850  | 837  | 778     | Elzach                |